# St Bridget's Kirk (Dalgety)

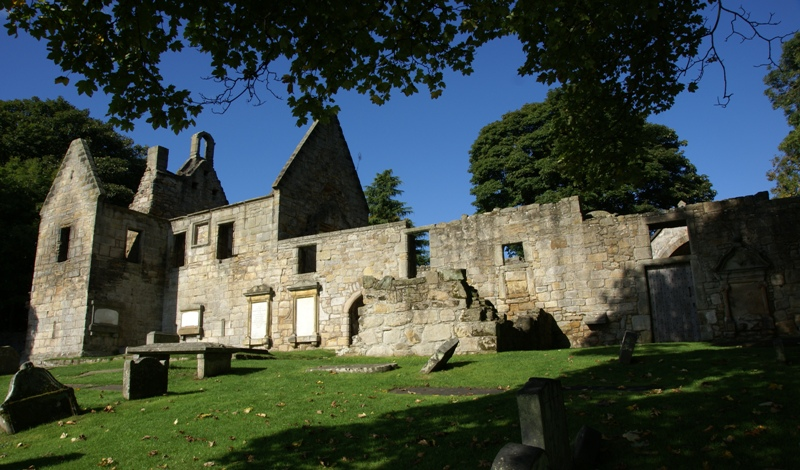
St Bridget's Kirk in Dalgety gezien vanuit het zuidoosten.

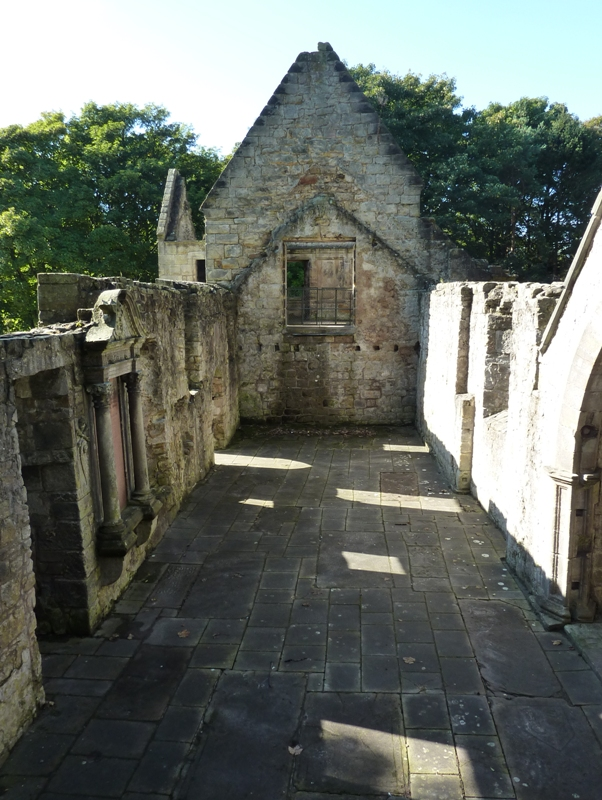
Het interieur, kijkende naar het westen. Het raam bood de graaf van Dunfermline en zijn familie zicht op de kerkdienst.

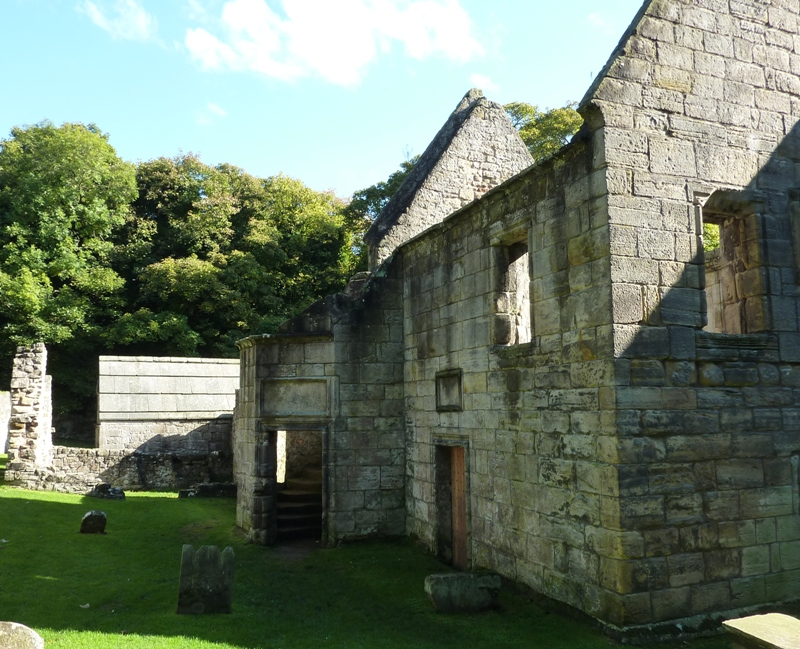
Aan de noordwestelijke zijde bevindt zich de wenteltrap die toegang geeft tot de eerste verdieping van de Dunfermline Aisle.

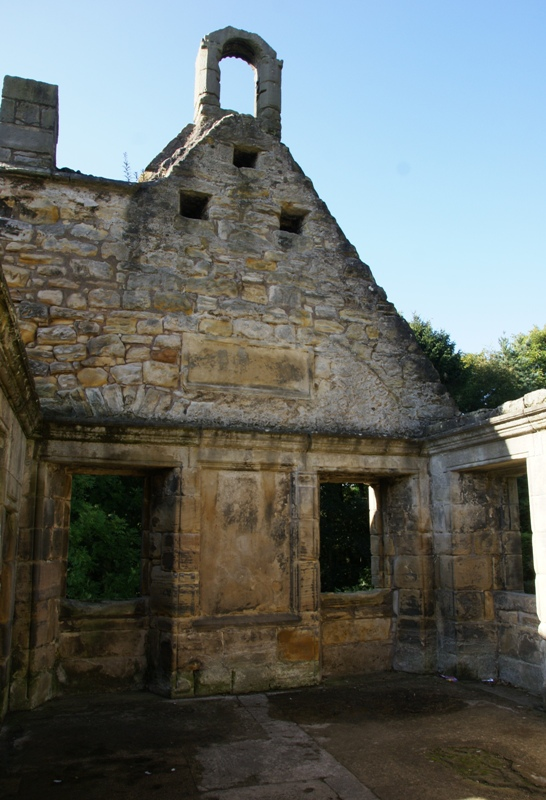
Interieur van de Dunfermline Aisle.

St Bridget's Kirk is (de ruïne van) een twaalfde-eeuwse kerk, gelegen aan de noordkust van de Firth of Forth in het voormalige Dalgety aan de oostzijde van de plaats Dalgety Bay in de Schotse regio Fife. De kerk werd uitgebreid na de reformatie in de zeventiende eeuw en bleef in gebruik tot in de eerste helft van de negentiende eeuw.

## Geschiedenis
St Bridget's Kirk was gewijd aan Sint Brigida en was de parochiekerk van de niet meer bestaande plaats Dalgety. Aan het einde van de twaalfde eeuw stond er in Dalgety al een kerk, aangezien de parochie in de periode 1165-1179 werd toegekend aan de priorij (en latere abdij) van Inchcolm door Willem I van Schotland. Een van de kanunniken van Incolm Abbey bediende St Bridget's Kirk.
Na de reformatie in de zeventiende eeuw bleef de kerk in gebruik als parochiekerk. Hiervoor werden houten galerijen aangebracht in de kerk zodat meer mensen de kerkdiensten konden bijwonen. Deze galerijen waren onder meer bereikbaar via een trap aan de oostzijde van de kerk. Ook lieten een aantal rijke families een eigen kapel aanbouwen die tevens diende als grafkamer. Zo liet Alexander Seton, eerste graaf van Dunfermline aan de westzijde een gebouw optrekken dat diende als grafkamer en als laird's loft, de ruimte van waaruit de graaf en zijn familie de kerkdiensten konden volgen. Hij werd in 1622 in het familiegraf begraven.
In 1830 werd de kerk verlaten en een nieuw kerkgebouw werd in gebruik genomen.

## Bouw
St Bridget's Kirk is west-oostelijk georiënteerd. De twaalfde-eeuwse kerk bestond uit één rechthoekige ruimte. In de zeventiende eeuw werd het gebouw uitgebreid met een aantal kapellen. Aan de noordzijde bevinden zich twee kapellen van verschillende grootte. De grotere kapel ligt in het midden van de noordelijke muur, de kleinere kapel ligt daar ten oosten van. Tegen de zuidelijke muur ligt centraal eveneens een kleine kapel. Ten westen hiervan bevindt zich de toegang tot de kerk. Aan de oostzijde van het kerkgebouw bevindt zich een trap aan de buitenzijde die leidde naar een galerij in de kerk.
Aan de westzijde bevindt zich de Dunfermline Aisle. Dit gebouw bestaat uit twee verdiepingen. De onderste verdieping diende als grafkamer. De bovenste verdieping, bereikbaar via een wenteltrap aan de noordzijde, heeft een raam in de oostelijke muur, zodat van de kerkdiensten vanuit de Dunfermline Aisle gevolgd konden worden. Aan de zuidwestelijke zijde bevond zich een aparte kamer waar de familie zich tussen kerkdiensten kon terugtrekken.

## Beheer
St Bridget's Kirk wordt beheerd door Historic Scotland.